# Jawad El Yamiq
Jawad El Yamiq (in arabo جواد اليميق‎?; Khouribga, 29 febbraio 1992) è un calciatore marocchino, difensore dell'Al-Najma e della nazionale marocchina.

## Carriera

### Club
El Yamiq esordisce nella massima serie marocchina nella stagione 2011-2012 con l'Olympique de Khouribga, con cui ottiene il decimo posto in campionato. Nella stagione 2014-2015 raggiunge con il suo club il secondo posto finale, a tre punti dai campioni del Wydad Casablanca e vince la Coupe du Trône 2015, vincendo la finale contro il FUS Rabat. Gioca due incontri nella CAF Champions League 2016, venendo eliminato con il suo club al primo turno dall'Étoile du Sahel.
Nel 2016 viene ingaggiato dal Raja Casablanca, con cui ottiene il terzo posto nella Botola 1 Pro 2016-2017 e nel novembre 2017 di aggiudica la sua seconda Coupe du Trône.
Il 31 gennaio 2018 viene ingaggiato dal Genoa, con cui esordisce il 18 aprile dello stesso anno nella sconfitta esterna per 2-1 contro la Roma.
Il 17 agosto 2018 si trasferisce in prestito al Perugia. Il 30 ottobre seguente, nella vittoria per 3-2 contro il Padova, trova il primo gol italiano decidendo la sfida al 92'.
A fine stagione torna al Genoa, che lo conferma in rosa al termine del mercato. Dopo avere trovato spazio (seppur da riserva) con Andreazzoli, viene messo ai margini da Thiago Motta, e mai impiegato da Davide Nicola, tanto che il 29 gennaio 2020 viene ceduto in prestito al Real Saragozza.
Terminato il prestito fa ritorno al Genoa, salvo venire ceduto (questa volta a titolo definitivo) al Real Valladolid il 24 settembre 2020. Il 31 ottobre 2021 realizza la sua prima rete con il club contro l'Eibar.

### Nazionale
Nel 2016 esordisce nella nazionale di calcio del Marocco. Segna la sua prima rete nell'incontro valido per la qualificazione al Campionato delle Nazioni Africane 2018 contro l'Egitto, vinto dai marocchini per 3-1. Il 4 febbraio 2018 vince con i Leoni dell'Atlante il Campionato delle Nazioni Africane 2018, giocando anche nella finale vinta per 4-0 contro la Nigeria.
Nel novembre del 2022, è stato convocato dal CT Walid Regragui per disputare la fase finale dei Mondiali in Qatar, in cui ha giocato sei incontri, con il Marocco capace di concludere il torneo al quarto posto. In seguito al risultato storico ottenuto, nel dicembre successivo El Yamiq e il resto della rosa marocchina sono stati insigniti dell'Ordine del Trono durante un ricevimento al Palazzo Reale di Rabat.

## Statistiche

### Presenze e reti nei club
Statistiche aggiornate al 26 maggio 2025.
| Stagione                   | Squadra                    | Campionato                 | Campionato | Campionato | Coppe nazionali | Coppe nazionali | Coppe nazionali | Coppe continentali | Coppe continentali | Coppe continentali | Altre coppe | Altre coppe | Altre coppe | Totale | Totale |
| Stagione                   | Squadra                    | Comp                       | Pres       | Reti       | Comp            | Pres            | Reti            | Comp               | Pres               | Reti               | Comp        | Pres        | Reti        | Pres   | Reti   |
| -------------------------- | -------------------------- | -------------------------- | ---------- | ---------- | --------------- | --------------- | --------------- | ------------------ | ------------------ | ------------------ | ----------- | ----------- | ----------- | ------ | ------ |
| 2011-2012                  | Olympique Khouribga        | B1                         | 1          | ?          | CM              | ?               | ?               | -                  | -                  | -                  | -           | -           | -           | 1      | ?      |
| 2012-2013                  | Olympique Khouribga        | B1                         | 7          | 0          | CM              | ?               | ?               | -                  | -                  | -                  | -           | -           | -           | 7      | 0+     |
| 2013-2014                  | Olympique Khouribga        | B1                         | 13         | 2          | CM              | ?               | ?               | -                  | -                  | -                  | -           | -           | -           | 13     | 2      |
| 2014-2015                  | Olympique Khouribga        | B1                         | 11         | 1          | CM              | ?               | ?               | -                  | -                  | -                  | -           | -           | -           | 11     | 1      |
| 2015-2016                  | Olympique Khouribga        | B1                         | 21         | 4          | CM              | ?               | ?               | CCL                | 2                  | 0                  | -           | -           | -           | 23     | 4      |
| Totale Olympique Khouribga | Totale Olympique Khouribga | Totale Olympique Khouribga | 53+        | 7+         |                 | ?               | ?               |                    | 2                  | 0                  |             | -           | -           | 55+    | 7+     |
| 2016-2017                  | Raja Casablanca            | B1                         | 20         | 0          | CM              | ?               | ?               | -                  | -                  | -                  | -           | -           | -           | 20     | 0      |
| 2017-gen. 2018             | Raja Casablanca            | B1                         | 11         | 2          | CM              | ?               | ?               | CCC                | -                  | -                  | -           | -           | -           | 11     | 2      |
| Totale Raja Casablanca     | Totale Raja Casablanca     | Totale Raja Casablanca     | 31         | 0          |                 | ?               | ?               |                    | -                  | -                  |             | -           | -           | 31+    | 0+     |
| feb.-mag. 2018             | Genoa                      | A                          | 4          | 0          | CI              | 0               | 0               | -                  | -                  | -                  | -           | -           | -           | 4      | 0      |
| 2018-2019                  | Perugia                    | B                          | 22+1       | 1+0        | CI              | 0               | 0               | -                  | -                  | -                  | -           | -           | -           | 23     | 1      |
| 2019-gen. 2020             | Genoa                      | A                          | 3          | 0          | CI              | 1               | 0               | -                  | -                  | -                  | -           | -           | -           | 4      | 0      |
| Totale Genoa               | Totale Genoa               | Totale Genoa               | 7          | 0          |                 | 0               | 0               |                    | -                  | -                  |             | -           | -           | 7      | 0      |
| gen.-giu. 2020             | Real Saragozza             | SD                         | 12+2       | 0          | CR              | 0               | 0               | -                  | -                  | -                  | -           | -           | -           | 14     | 0      |
| 2020-2021                  | Real Valladolid            | PD                         | 19         | 0          | CR              | 1               | 0               | -                  | -                  | -                  | -           | -           | -           | 20     | 0      |
| 2021-2022                  | Real Valladolid            | SD                         | 25         | 2          | CR              | 0               | 0               | -                  | -                  | -                  | -           | -           | -           | 25     | 2      |
| 2022-2023                  | Real Valladolid            | PD                         | 25         | 1          | CR              | 0               | 0               | -                  | -                  | -                  | -           | -           | -           | 25     | 1      |
| Totale Real Valladolid     | Totale Real Valladolid     | Totale Real Valladolid     | 69         | 3          |                 | 1               | 0               |                    | -                  | -                  |             | -           | -           | 70     | 3      |
| 2023-2024                  | Al-Wahda                   | SPL                        | 23         | 3          | KC              | 1               | 0               | -                  | -                  | -                  | SS          | 1           | 0           | 25     | 3      |
| 2024-2025                  | Al-Wahda                   | SPL                        | 26         | 2          | KC              | 0               | 0               | -                  | -                  | -                  | -           | -           | -           | 26     | 2      |
| Totale Al-Wahda            | Totale Al-Wahda            | Totale Al-Wahda            | 49         | 5          |                 | 1               | 0               |                    | -                  | -                  |             | 1           | 0           | 51     | 5      |
| Totale carriera            | Totale carriera            | Totale carriera            | 243+3      | 16         |                 | 3               | 0               |                    | 2                  | 0                  |             | 1           | 0           | 252    | 16     |

### Cronologia presenze e reti in nazionale
| Cronologia completa delle presenze e delle reti in nazionale ― Marocco | Cronologia completa delle presenze e delle reti in nazionale ― Marocco | Cronologia completa delle presenze e delle reti in nazionale ― Marocco | Cronologia completa delle presenze e delle reti in nazionale ― Marocco | Cronologia completa delle presenze e delle reti in nazionale ― Marocco | Cronologia completa delle presenze e delle reti in nazionale ― Marocco | Cronologia completa delle presenze e delle reti in nazionale ― Marocco | Cronologia completa delle presenze e delle reti in nazionale ― Marocco |
| Data                                                                   | Città                                                                  | In casa                                                                | Risultato                                                              | Ospiti                                                                 | Competizione                                                           | Reti                                                                   | Note                                                                   |
| ---------------------------------------------------------------------- | ---------------------------------------------------------------------- | ---------------------------------------------------------------------- | ---------------------------------------------------------------------- | ---------------------------------------------------------------------- | ---------------------------------------------------------------------- | ---------------------------------------------------------------------- | ---------------------------------------------------------------------- |
| 16-1-2016                                                              | Kigali                                                                 | Gabon                                                                  | 0 – 0                                                                  | Marocco                                                                | Campionato delle Nazioni Africane 2016                                 | -                                                                      |                                                                        |
| 20-1-2016                                                              | Kigali                                                                 | Marocco                                                                | 0 – 1                                                                  | Costa d'Avorio                                                         | Campionato delle Nazioni Africane 2016                                 | -                                                                      |                                                                        |
| 24-1-2016                                                              | Kigali                                                                 | Marocco                                                                | 4 – 1                                                                  | Ruanda                                                                 | Campionato delle Nazioni Africane 2016                                 | -                                                                      |                                                                        |
| 24-3-2017                                                              | Marrakech                                                              | Marocco                                                                | 2 – 0                                                                  | Burkina Faso                                                           | Amichevole                                                             | -                                                                      |                                                                        |
| 28-3-2017                                                              | Marrakech                                                              | Marocco                                                                | 1 – 0                                                                  | Tunisia                                                                | Amichevole                                                             | -                                                                      |                                                                        |
| 10-6-2017                                                              | Yaoundé                                                                | Camerun                                                                | 1 – 0                                                                  | Marocco                                                                | Qual. Coppa d'Africa 2019                                              | -                                                                      |                                                                        |
| 13-8-2017                                                              | Alessandria d'Egitto                                                   | Egitto                                                                 | 1 – 1                                                                  | Marocco                                                                | Qual. Campionato delle Nazioni Africane 2018                           | -                                                                      | 63’                                                                    |
| 18-8-2017                                                              | Rabat                                                                  | Marocco                                                                | 3 – 1                                                                  | Egitto                                                                 | Qual. Campionato delle Nazioni Africane 2018                           | 1                                                                      |                                                                        |
| 10-10-2017                                                             | Bienne                                                                 | Corea del Sud                                                          | 1 – 3                                                                  | Marocco                                                                | Amichevole                                                             | -                                                                      | 46’                                                                    |
| 21-1-2018                                                              | Casablanca                                                             | Marocco                                                                | 0 – 0                                                                  | Sudan                                                                  | Campionato delle Nazioni Africane 2018                                 | -                                                                      |                                                                        |
| 27-1-2018                                                              | Casablanca                                                             | Marocco                                                                | 2 – 0                                                                  | Namibia                                                                | Campionato delle Nazioni Africane 2018                                 | -                                                                      |                                                                        |
| 31-1-2018                                                              | Casablanca                                                             | Marocco                                                                | 3 – 1 dts                                                              | Libia                                                                  | Campionato delle Nazioni Africane 2018                                 | -                                                                      |                                                                        |
| 4-2-2018                                                               | Casablanca                                                             | Marocco                                                                | 4 – 0                                                                  | Nigeria                                                                | Campionato delle Nazioni Africane 2018                                 | -                                                                      |                                                                        |
| 10-9-2019                                                              | Marrakech                                                              | Marocco                                                                | 1 – 0                                                                  | Niger                                                                  | Amichevole                                                             | -                                                                      |                                                                        |
| 11-10-2019                                                             | Oujda                                                                  | Marocco                                                                | 1 – 1                                                                  | Libia                                                                  | Amichevole                                                             | 1                                                                      |                                                                        |
| 15-10-2019                                                             | Tangeri                                                                | Marocco                                                                | 2 – 3                                                                  | Gabon                                                                  | Amichevole                                                             | -                                                                      |                                                                        |
| 17-11-2020                                                             | Douala                                                                 | Rep. Centrafricana                                                     | 0 – 2                                                                  | Marocco                                                                | Qual. Coppa d'Africa 2021                                              | -                                                                      | 37’                                                                    |
| 8-6-2021                                                               | Rabat                                                                  | Marocco                                                                | 1 – 0                                                                  | Ghana                                                                  | Amichevole                                                             | 1                                                                      | 76’                                                                    |
| 16-11-2021                                                             | Rabat                                                                  | Marocco                                                                | 3 – 0                                                                  | Guinea                                                                 | Qual. Mondiali 2022                                                    | -                                                                      |                                                                        |
| 29-3-2022                                                              | Casablanca                                                             | Marocco                                                                | 4 – 1                                                                  | RD del Congo                                                           | Qual. Mondiali 2022                                                    | -                                                                      | 9’                                                                     |
| 17-11-2022                                                             | Sharja                                                                 | Marocco                                                                | 3 – 0                                                                  | Georgia                                                                | Amichevole                                                             | -                                                                      | 63’                                                                    |
| 27-11-2022                                                             | Doha                                                                   | Belgio                                                                 | 0 – 2                                                                  | Marocco                                                                | Mondiali 2022 - 1º turno                                               | -                                                                      | 78’                                                                    |
| 1-12-2022                                                              | Doha                                                                   | Canada                                                                 | 1 – 2                                                                  | Marocco                                                                | Mondiali 2022 - 1º turno                                               | -                                                                      | 76’                                                                    |
| 6-12-2022                                                              | Al Rayyan                                                              | Marocco                                                                | 0 – 0 dts (3 – 0 dtr)                                                  | Spagna                                                                 | Mondiali 2022 - Ottavi di finale                                       | -                                                                      | 84’                                                                    |
| 10-12-2022                                                             | Doha                                                                   | Marocco                                                                | 1 – 0                                                                  | Portogallo                                                             | Mondiali 2022 - Quarti di finale                                       | -                                                                      |                                                                        |
| 14-12-2022                                                             | Al Khor                                                                | Francia                                                                | 2 – 0                                                                  | Marocco                                                                | Mondiali 2022 - Semifinale                                             | -                                                                      |                                                                        |
| 17-12-2022                                                             | Al Rayyan                                                              | Croazia                                                                | 2 – 1                                                                  | Marocco                                                                | Mondiali 2022 - Finale 3º posto                                        | -                                                                      | 67’                                                                    |
| 12-6-2023                                                              | Rabat                                                                  | Marocco                                                                | 0 – 0                                                                  | Capo Verde                                                             | Amichevole                                                             | -                                                                      | 46’                                                                    |
| 17-6-2023                                                              | Durban                                                                 | Sudafrica                                                              | 2 – 1                                                                  | Marocco                                                                | Qual. Coppa d'Africa 2023                                              | -                                                                      | 62’                                                                    |
| 21-3-2025                                                              | Oujda                                                                  | Niger                                                                  | 1 – 2                                                                  | Marocco                                                                | Qual. Mondiali 2026                                                    | -                                                                      |                                                                        |
| 25-3-2025                                                              | Oujda                                                                  | Marocco                                                                | 2 – 0                                                                  | Tanzania                                                               | Qual. Mondiali 2026                                                    | -                                                                      |                                                                        |
| 6-6-2025                                                               | Fès                                                                    | Marocco                                                                | 2 – 0                                                                  | Tunisia                                                                | Amichevole                                                             | -                                                                      |                                                                        |
| 9-6-2025                                                               | Fès                                                                    | Marocco                                                                | 1 – 0                                                                  | Benin                                                                  | Amichevole                                                             | -                                                                      | 83’                                                                    |
| Totale                                                                 |                                                                        | Presenze                                                               | 33                                                                     |                                                                        | Reti                                                                   | 3                                                                      |                                                                        |

## Palmarès

### Club
- Coppa del Marocco: 2

Olympique de Khouribga: 2015
Raja Casablanca: 2017

### Nazionale
- Campionato delle Nazioni Africane: 1

2018